# هارولد اورن
هارولد اورن (انگلیسی: Harold Uren; ۲۳ اوت ۱۸۸۵ – ۱ ژانویهٔ ۱۹۵۵) بازیکن فوتبال انگلیسی بود که به عنوان یک بازیکن فوتبال برای لیورپول در لیگ فوتبال بازی کرد. اورن کار خود را در ذخایر لیورپول آغاز کرد.
از باشگاه‌هایی که در آن بازی کرده‌است می‌توان به باشگاه فوتبال اورتون و باشگاه فوتبال لیورپول اشاره کرد.